# Wackestone
El wackestone és una roca carbonàtica, amb textura de suport de fang micrític, que conté més d'un 10% de grans detrítics. S'inclou en el grup de les roques al·loquímiques de la classificació de Folk. El terme també és emprat en la classificació de Dunham.